# Arroyito
Arroyito – miasto w Argentynie, położone w środkowej części prowincji Córdoba.

## Demografia
Miasto według spisu powszechnego 17 listopada 2001 roku liczyło 19 577, 27 października 2010 ludność Arroyito wynosiła 22 147 .

## Miasta partnerskie
- Verzuolo -  Włochy